# Рибне (Гур'євський міський округ)
Рибне (рос. Рыбное) — селище Гур'євського міського округу, Калінінградської області Росії. Входить до складу Луговського сільського поселення.
Населення —  433 особи (2015 рік). 

## Населення
| 2002 | 2010 |
| ---- | ---- |
| 389  | ↗433 |